# Вишняк Михайло Якович
Вишняк Михайло Якович — український поет-лірик, критик, публіцист, літературознавець, критик, кандидат філологічних наук, доцент кафедри теорії та історії української літератури Таврійського національного університету ім. В. І. Вернадського, член Національної спілки письменників України, відповідальний секретар КРО НСПУ, голова Шевченківського братства Криму, координатор Міжнародної асоціації україністів у Криму, член редакційної ради газети «Літературний Крим».

## Життєпис
Народився 6 травня 1937 р. в селищі Новомиколаївка Запорізької області.
У 1959 р. закінчив мовно-літературний факультет Запорізького державного педагогічного інституту.
Працював учителем української мови, літератури та німецької мови, заступником директора з навчально-виховної роботи СШ № 7 м. Сімферополя.
З 1976 р. по серпень 2006 р. працював на посадах викладача, доцента, завідувача кафедри теорії та історії української літератури Таврійського національного університету ім. В. І. Вернадського.
З серпня 2006 р. — доцент кафедри теорії та історії української літератури Таврійського національного університету ім. В. І. Вернадського.
У 1989 р. захистив кандидатську дисертацію на тему: «Післявоєнна творчість В. М. Сосюри: проблеми розвитку ліричних і ліро-епічних жанрів».
У 1990 р. присвоєно вчене звання доцента.
Опублікував понад 30 наукових і методичних праць, найважливішими серед яких є: монографія «Митець і його час: Монографія» (2005), «Становлення і шляхи розвитку української історичної прози» (2007).

## Премії та нагороди
- 2013 — Літературна премія імені Степана Руданського за книгу «Слово рідне, українське».

## Доробок
- Традиції Т. Г. Шевченка в творчості В. М. Сосюри // Зб. праць 27-ї наук. Шевченків. конференції. К., 1989;
- Крим в житті і творчості Лесі Українки // Культура Криму на рубежі віків (ХІХ–ХХ ст.). Сф., 1993;
- Рання проза Володимира Винниченка в оцінці Лесі Українки // Літ-ра і сучасність: Зб. наук. пр. Сф., 2000;
- Поезія П. Тичини в художній інтерпретації В. Сосюри // Тичинознавчі студії. Сф., 2001.